# جون غان (سياسي)
جون غان (بالإنجليزية: John Gunn)‏ هو موظف مدني ونقابي وسياسي أسترالي وبريطاني (وحمل سابقاً جنسية المملكة المتحدة لبريطانيا العظمى وأيرلندا)، ولد في 16 ديسمبر 1884 في أستراليا، وتوفي في 27 يونيو 1959 في أستراليا. حزبياً، نشط في حزب العمال الأسترالي (فرع جنوب أستراليا) ‏.

## مناصب
- انتخب Leader of the Australian Labor Party (SA Branch) ‏ (1918 – 1926).
- انتخب وزير مالية جنوب أستراليا [الإنجليزية]‏ (16 أبريل 1924 – 28 أغسطس 1926).
- انتخب Minister of Repatriation ‏ (16 أبريل 1924 – 29 يناير 1925).
- انتخب عضو مجلس النواب جنوب أستراليا من الجمعية عن دائرة Electoral district of Adelaide [الإنجليزية]‏ وقد انضم خلال فترته النيابية (6 أبريل 1918 – 28 أغسطس 1926)  للكتلة البرلمانية حزب العمال الأسترالي (فرع جنوب أستراليا) [الإنجليزية]‏.
- انتخب رئيس وزراء جنوب أستراليا ‏ (16 أبريل 1924 – 28 أغسطس 1926).
- انتخب عضو مجلس النواب جنوب أستراليا من الجمعية عن دائرة Electoral district of Adelaide [الإنجليزية]‏ وقد انضم خلال فترته النيابية (12 مارس 1915 – 21 مارس 1917)  للكتلة البرلمانية حزب العمال الأسترالي (فرع جنوب أستراليا) [الإنجليزية]‏.